# Pierre Turlur
Pierre Turlur, ou Pierre Taïgu Turlur avec son nom de moine bouddhiste, né à Valenciennes en avril 1964, est un écrivain, poète et moine dans la tradition du bouddhisme zen Sōtō. Il enseigne par ailleurs au Japon le français, ainsi que de littérature et philosophie françaises.

## Éléments de biographie
Au travers de différents portraits,,,, il apparaît que Pierre Taigu Turlur a vécu en Angleterre, avant de quitter l’Europe, en 2006, pour vivre de la mendicité par le bol (« takuhatsu ») dans les rues de Kyoto. Il a ainsi fait le choix de renoncer à une carrière universitaire de chercheur. Il est devenu professeur de français, ainsi que de philosophie et littérature françaises à Kyoto.
Musicien, conférencier, auteur d'essais et de poèmes,,, il collabore régulièrement à des revues et magazines spécialisés, et anime des sesshin aux États-Unis et en Europe.
D'abord disciple de Taisen Deshimaru, il a reçu la transmission du Dharma de Mike Chōdō Cross, dans la lignée de Gudō Wafu Nishijima et de Niwa Zenji.
Il vit actuellement à Ashiya.

## Pratique du zen

### Entrée dans le zen
Initié dès l’adolescence au zazen par le moine Francis Baudart, il reçoit l’ordination en 1983 des mains du maître Zen Etienne Mokusho Zeisler.

### Transmission du Dharma
En 2002, il reçoit la transmission du dharma (shihō) de Mike Chōdō Cross, héritier de Gudō Wafu Nishijima (1919-2014), qui lui-même l'avait reçue de Niwa Zenji (1905-1993), abbé du temple d'Eihei-ji. (Gudō Nishijima et Chōdō Cross sont les auteurs d'une traduction de référence en anglais du Shōbōgenzō, l'œuvre maîtresse de Dōgen.)

### Couture du kesa
Pierre Taïgu Turlur enseigne également la couture de l'habit traditionnel monastique bouddhiste, et plus particulièrement du kesa japonais, notamment au temple du Kōshō-ji, fondé par Dōgen. Il propose en ligne des vidéos à ce sujet.

### Enseignement du bouddhisme zen
Il se présente comme « œuvrant à la diffusion d'un zen libéré des carcans des institutions et des dogmes, respectueux de la tradition tout en réactualisant son essence, fondée sur la simple assise nue et dépouillée ». Il enseigne en ligne et en présentiel, en Europe ainsi qu'au Japon au temple du Kōshō-ji, et dans les sesshin organisées par l'association « Sangha des Montagnes et des Nuages ». Il a participé aux publications et activités de l'Union bouddhiste de France, notamment de son périodique Regard Bouddhiste, devenu Sagesses bouddhistes Le Mag.

## Publications

### Ouvrages
- Montagnes flottantes. Haïkus d'un moine d'Occident au Japon, L'Harmattan, 2015, 136 p. (ISBN 978-2-343-07767-3)
- Apprivoiser l'éveil : à travers les dix images du buffle, Albin Michel, 2018, 226 p. (ISBN 978-2-226-40051-2, présentation en ligne).
- La saveur de la lune : vivre les koans du ch'an aujourd'hui, Paris, Albin Michel (rééd. Éd. Le grand livre du mois, 2019  (ISBN 978-2-286-16197-2)), 2019, 180 p. (ISBN 978-2-226-43972-7 et 2-226-43972-2)
- Trois maîtres zen : le vertueux, le rêveur, le vagabond, Paris, Le Relié, 2020, 200 p. (ISBN 978-2-35490-223-0)Les trois moines sont, respectivement: Dōgen, Ryōkan et Santōka
- S'éveiller à sa véritable nature : Paroles vivantes des maîtres anciens du zen, Almora, 2022, 180 p. (ISBN 978-2-351-18522-3)
- (en) Ian Kilroy (préf. Pierre Taïgu Turlur), Do Not Try to Become a Buddha. Practicing Zen Right Where You Are, Wisdom Publications, 2025 [à paraître], 328 p.

### Sur internet
- [vidéo] « Kesa how to 1 », sur YouTube, 30 juin 2013 (consulté le 5 septembre 2022)
- [vidéo] « Kesa procedure », sur YouTube, 11 février 2010 (consulté le 5 septembre 2022)
- [vidéo] « Pierre Taïgu Turlur Senseï - Conférence Marseille 2019 », sur YouTube, 19 septembre 2019 (consulté le 5 septembre 2022)
- [vidéo] « Pierre Turlur : interview par José Le Roy », sur YouTube, 23 juin 2022 (consulté le 5 septembre 2022)
- [vidéo] NeverMind - Méditation, Éveil, Non-Dualité (Ludovic Fontaine), « S'éveiller à sa véritable nature et vivre un Zen libéré », sur YouTube, 23 juin 2022 (consulté le 5 septembre 2022)

#### À la télévision
- [vidéo][Production de télévision] « Portrait de Pierre Taïgu Turlur » sur Arte, 5 juillet 2018
- « Pierre Taïgu Turlur », sur terebess.hu [lire en ligne (page consultée le 15 novembre 2024)]

- Notices d'autorité :   - VIAF
  - ISNI
  - BnF (données)
  - IdRef
- Archive de blog de Pierre Taïgu Turlur
- Archive de blog de Pierre Taïgu Turlur concernant la couture du kesa